# Alferes provisional
|  | Si cerqueu altres usos, vegeu Alferes. |

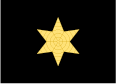
Graduació d'alferes provisional.

Alferes provisional és un antic grau militar d'Espanya. Va ser creat durant la guerra civil espanyola, a la zona nacional, amb l'objectiu de suplir la falta d'oficials que llavors existia. Se'ls denominava «provisionals» perquè només ostentarien aquesta graduació mentre durés la guerra.

## Història
La figura de l'alferes provisional va ser creada al setembre de 1936 pel decret n. 94 de la Junta de Defensa Nacional, com una solució a l'escassetat d'oficials en el si de les forces armades revoltades i també a la necessitat de nous oficials per a les unitats militars de nou encuny que anaven sorgint. Pel que sembla haurien sorgit a partir d'una idea del general Emilio Mola. Aquells que aspiressin a ser alferes provisionals havien de tenir entre 20 i 30 anys, i tenir el títol de batxillerat.
També es va habilitar als membres del cos de suboficials per ingressar en els alferes provisionals. Molts antics combatents de les milícies falangistes i carlistes també ingressarien als alferes. Per diversos punts de la zona revoltada es van crear centres d'instrucció per als aspirants al nou grau militar. Al llarg de la contesa de les acadèmies en van sortir més de 28.000-30.000 alferes provisionals, dels quals prop de 3.000 moririen en combat. La mitjana d'edat entre els alferes era de 21 anys i en un 50% eren estudiants universitaris. A més de la preparació militar, també rebien una formació política, religiosa i moral.
El símbol identificatiu que empraven era un estel daurat de sis puntes —dissenyada pel general Luis Orgaz Yoldi— sobre un «pegat» negre.
Després del final de la guerra molts dels alferes provisionals van abandonar les armes i van tornar a la vida civil; no obstant això, uns altres van continuar la carrera militar. Est va ser el cas de 8.000 alferes que després de la contesa es van convertir en tinents provisionals i altres 500 alferes que es van convertir en capitans. En 1958 es va constituir a Madrid l'Hermandad Nacional de Alféreces Provisionales, que fet i fet seria l'organització d'excombatients franquistes de major influència.

## Homenatges

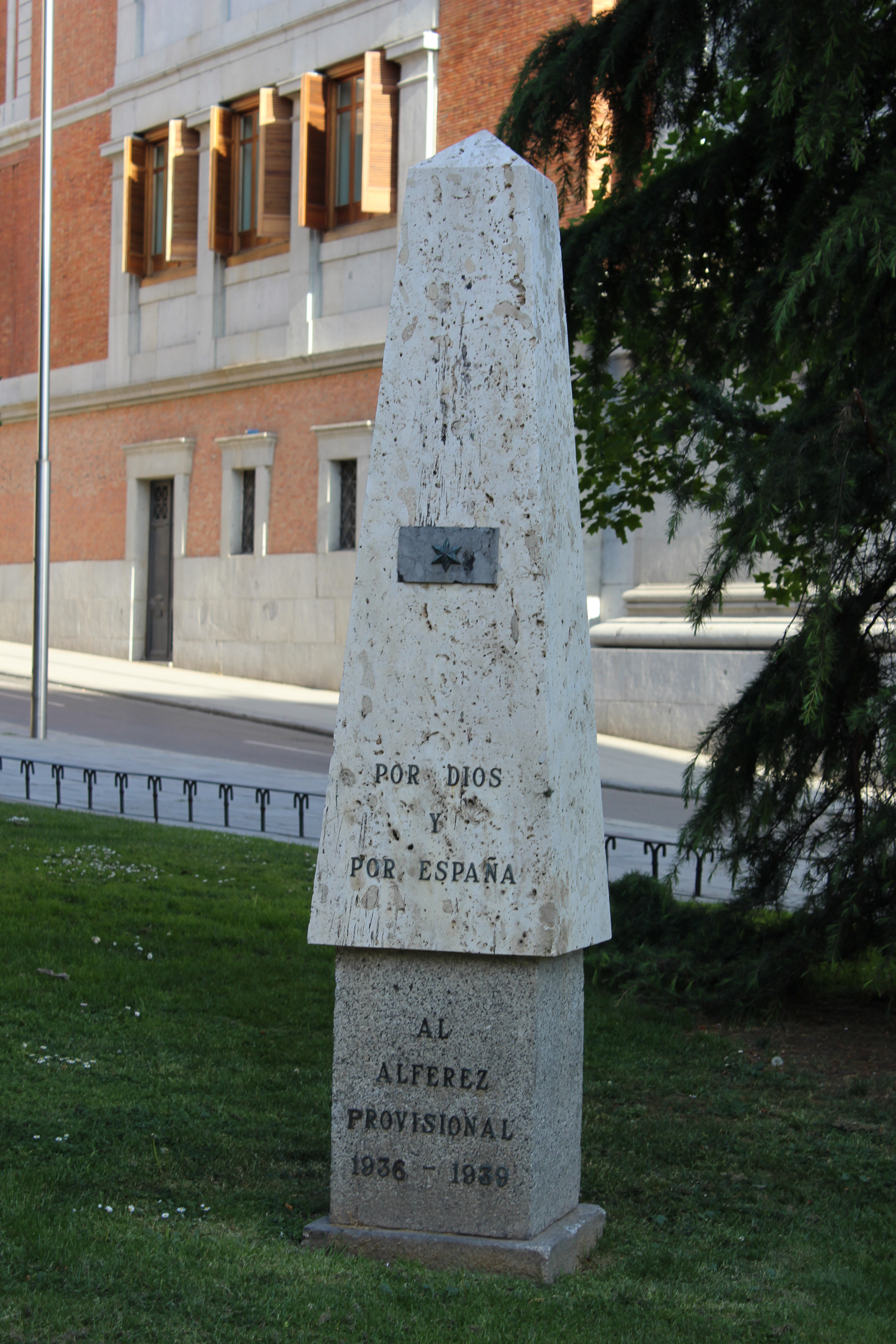
Monument a l'alferes provisional, a Madrid.

En 1965 va arribar a erigir-se a Madrid un modest monument «a l'Alferes provisional».